# Landschaftsschutzgebiet Schwansener Schleilandschaft

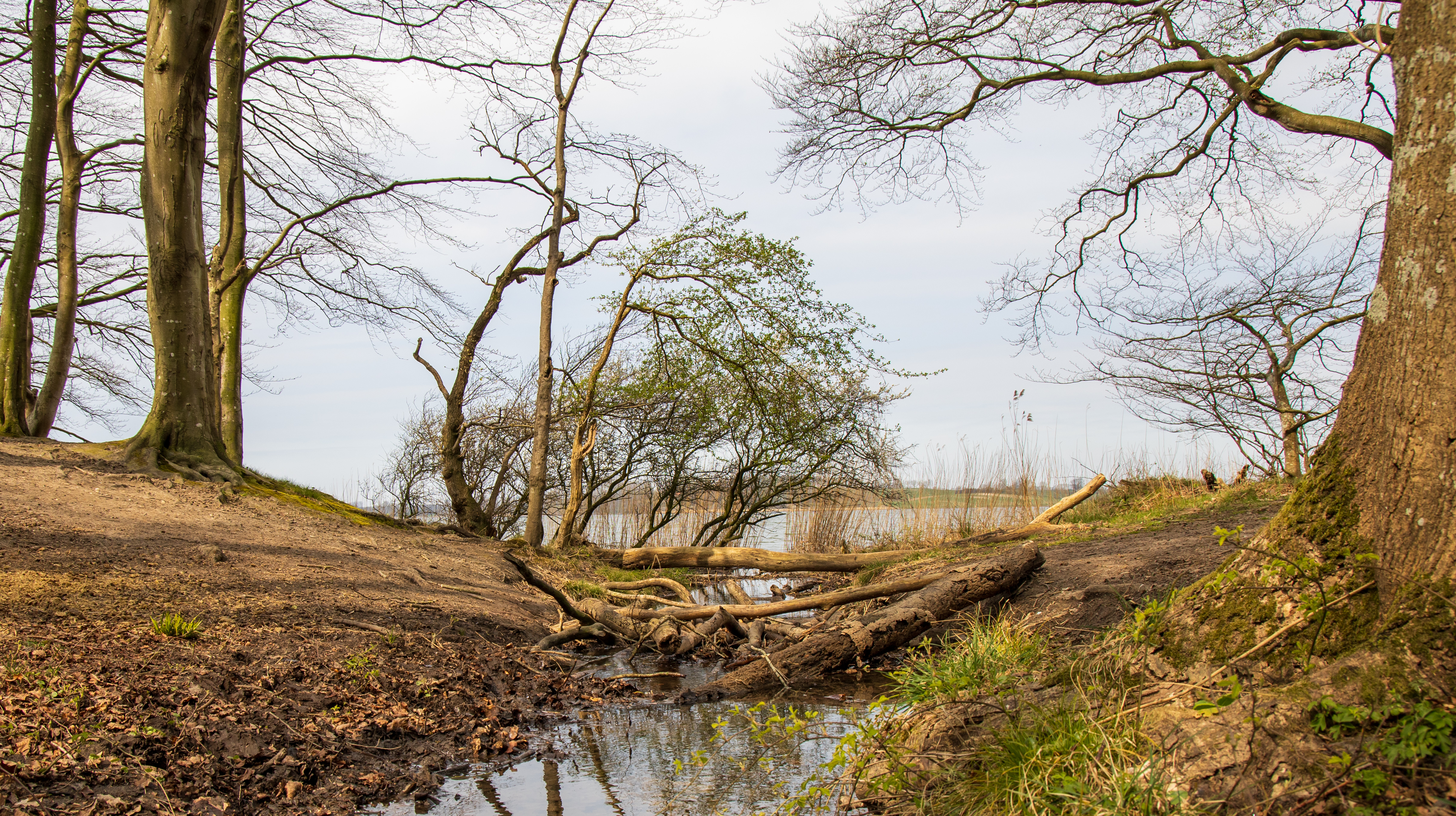
Im Landesinneren gliedern Fließgewässersysteme mit unterschiedlich ausgeprägten Niederungsbereichen die Schwansener Schleilandschaft.

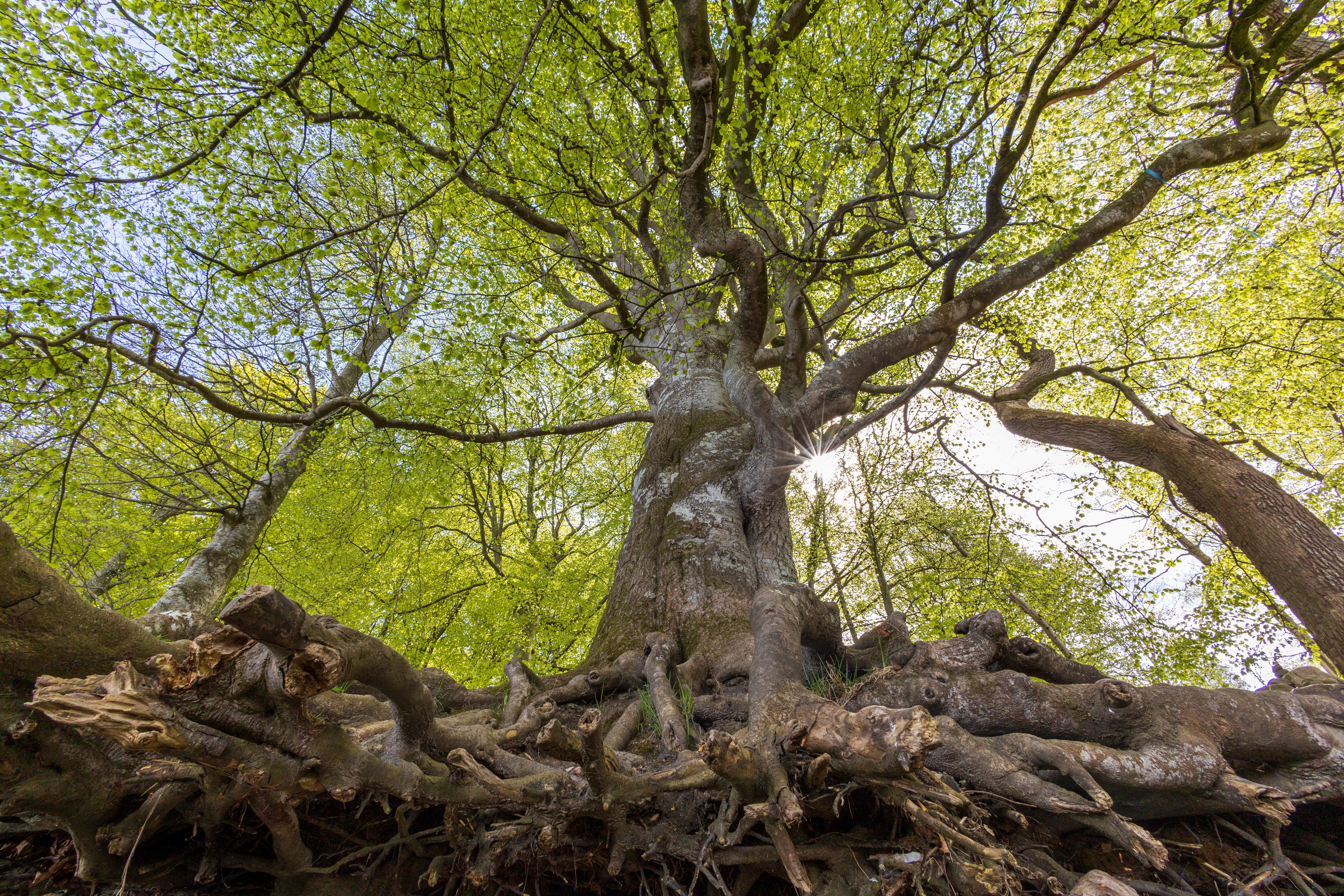
Durch die Erosion verändert der Küstenabschnitt ständig sein Aussehen.

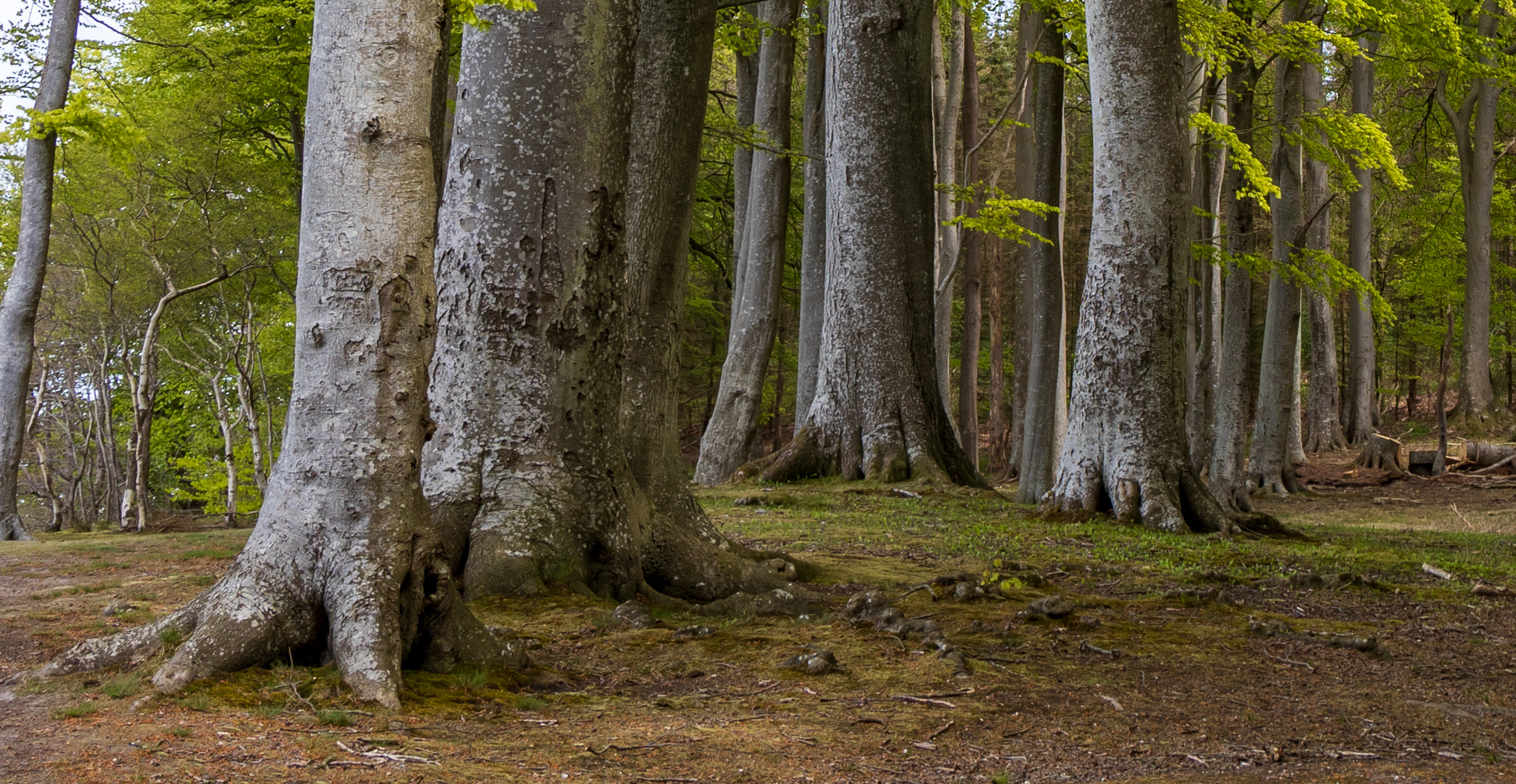
Das Waldgebiet Jahnsholz (Jansholt, Jansskov) südlich des Gutes Stubbe.

Das Landschaftsschutzgebiet Schwansener Schleilandschaft ist ein 46,38 Quadratkilometer großes Landschaftsschutzgebiet im Kreis Rendsburg-Eckernförde des Bundeslands Schleswig-Holstein nordwestlich von Kiel. Das Areal liegt in Teilbereichen der Gemeinden Winnemark, Thumby, Rieseby und Kosel. Es umfasst u. a. den Missunder Wald und das Jahnsholz. Die Schwansener Schleilandschaft wurde am 29. Juni 1999 als Landschaftsschutzgebiet ausgewiesen. Das Bundesamt für Naturschutz misst der historisch gewachsene landwirtschaftlichen und marinen naturnahen Kulturlandschaft ohne wesentliche Prägung durch technische Infrastruktur eine hohe Bedeutung für das natürliche und kulturelle Erbe bei.

## Beschreibung des Gebietes
Der küstennahe Teil Schwansens zwischen Eckernförde und Schlei ist frei von größeren Siedlungen und größeren Verkehrsinfrastrukturen. Das Landschaftsschutzgebiet ist im Küstenbereich stark  durch  die  langgestreckte Schleiförde geprägt, die als bundesweit einmalig gilt. Im Landesinneren gliedern durchgehende Talzüge mit naturnahen Fließgewässern und ihren Auen (mit natürlichen Biotoptypen sowie extensiv genutzten Grünländereien) und, insbesondere in den Talhangbereichen, mit naturnahen Wäldern die Schwansener Schleilandschaft. Die  vornehmlich zum Ackerbau genutzte Agrarlandschaft weist charakteristische Knicksysteme mit eingestreuten kleineren Wäldern und Kleinstrukturen wie etwa Tümpel und Kleingewässer auf.